# Saint-Cloud
Saint-Cloud város Hauts-de-Seine francia megyében, a Szajna bal partja fölött emelkedő 30–90 méter magas fennsíkon. A párizsi agglomeráció része, a metropolisz nyugati szélén. Lakosainak száma 29 859 fő (2022. január 1.). Saint-Cloud Suresnes, Párizs, Boulogne-Billancourt, Sèvres, Ville-d’Avray, Marnes-la-Coquette, Garches és Rueil-Malmaison községekkel határos.

## Története
A település már az ókorban is létezett Novigentum néven. 532-ben a meroving Szent Klodoald, Chlodomer frank király fia, remeteként ide menekült. III. Henrik francia királyt 1589-ben itt gyilkolták meg, amikor Párizst ostromolta. E gyilkosság színhelyén építtette 1660-ban testvére számára XIV. Lajos király Mansart és Lepautre építészekkel azt a kastélyt, amelyet később megnagyobbítottak, és XVI. Lajos király megvásárolta neje, Marie Antoinette számára.
Ebben a kastélyban tartotta üléseit az Ötszázak tanácsa 1795–1799 között. Saint-Cloud volt a helyszíne Bonaparte tábornok brumaire 18-i (1799. november 9.) hatalomátvételének. Napóleon császár 1810-ben itt tartotta menyegzőjét Mária Lujza főhercegnővel. A kastély később is a mindenkori francia uralkodók birtoka volt. 1870. július 20-án III. Napóleon császár innen üzent hadat Poroszországnak. A porosz–francia háború kitörésekor a kastély berendezéseinek nagy részét Eugénia császárné előrelátóan elszállíttatta, és biztonságba helyeztette. A várost a Párizs alá érkező poroszok elfoglalták, a kastély környékén katonai egységeket állomásoztattak. Párizs ostroma során a főváros védelmi övezetéhez tartozó Mont Valérien erőd tüzérsége tűz alá vette Saint-Cloud-t. A kastély 1870. október 13-án gránáttalálatot kapott, kigyulladt és leégett. Maradványait 1871-ben lebontották.
A 19. század végén a párizsiak egyik legkedveltebb kirándulóhelye volt a részben beépített Montretout és az egykori császári parkja miatt. 1891-ben 5660 lakosa volt, és elsősorban porcelángyártásáról volt híres.

## Nevezetességek
- Neoromán stílusú templomát 1865-ben építették Delarue tervei alapján.

## Népessége
A település népességének változása:
| Lakosok száma | 29 194 | 29 362 | 30 193 | 29 973 | 30 038 | 30 012 | 29 560 | 29 727 | 29 859 |
|               | 2011   | 2015   | 2016   | 2017   | 2018   | 2019   | 2020   | 2021   | 2022   |